# Anknytningsteori
Anknytningsteorin är ett psykologiskt kunskapsfält som har sitt ursprung i John Bowlbys och Mary Ainsworths arbete från 1950-talet och framåt. 
Enligt anknytningsteorin är de nyfödda barnen "genetiskt förprogrammerade" till att knyta an till sina föräldrar. Detta för det evolutionära syftet att skydda barnet från fara och öka dess överlevnadsmöjligheter. Barnet skriker vid behov och påkallar därmed sina föräldrar/omvårdnadspersoners uppmärksamhet. Anknytningsutvecklingen går igenom ett antal faser där barnet från den första tiden inte skiljer ut sina omvårdnadspersoner till att det efter hand börjar visa preferenser för dem som det haft mest kontakt med. Vid ett års ålder har anknytning utvecklats till strävan att upprätthålla fysisk kontakt med de primära anknytningspersonerna.
När utvecklingen sker som den ska, utvecklar barnet en förmåga att söka sina föräldrars/omvårdnadspersoners närhet, och använder dem som "säker hamn" vid stress och "trygg bas" vid utforskning av omgivningen. Hur anknytningen utvecklas kommer att prägla individens relationer genom hela livet, menar Bowlby och Ainsworth. I senare studier som följt individer genom livet har det varit svårt att hitta tydliga samband mellan tidig anknytning och specifika följder och livshändelser. Anknytning ses då istället som en av många saker som kan tänkas påverka utvecklingen.
Ett problem med begreppet är att underlaget för att säga något om ett anknytningsmönster är en individs beteenden i relationer. När personens anknytningsstil sedan används för att förklara varför personen beter sig som den gör i relationer så är detta ett cirkelresonemang: beteendet förklaras med en egenskap som definieras av just detta beteende.

## Historik
Anknytning är i sin psykologiska betydelse ett begrepp som utvecklats av psykiatern och psykoanalytikern John Bowlby och psykologen Mary Ainsworth. Bowlby och Ainsworth bedrev bland annat studier på ungdomar som hamnat på kant med tillvaron. Vad de hade gemensamt var mycket ofta problematiska relationer till sina mödrar. Han studerade också barn som vid sjukhusinläggning på 1950-talet lämnades utan kontakt med sina föräldrar under flera veckor, och hur detta påverkade dem. Vid denna tid var den dominerande åsikten att barns relationer till sina föräldrar var en biprodukt av att de förknippades med mat, och Bowlby / Ainsworth gjorde en viktig insats för att visa på betydelsen av barnets unika, oersättliga relationer till sina omsorgspersoner.
John Bowlby var mycket aktiv inom det brittiska psykoanalytiska sällskapet under 1940- och 1950-talen. London var vid denna tid en av psykoanalysens huvudstäder. Starka spänningar hade uppstått mellan Anna Freud och Melanie Klein och en tredje "oberoende" grupp, som ofta benämns som "den brittiska objektrelationsskolan" bildades. Hit anslöt sig Bowlby. Hans fokus låg på det motivationssystem som låg bakom utvecklingen av känslomässiga relationer.
Det hade uppstått oenigheter kring metateorin mellan Bowlby och de mer etablerade företrädarna inom psykoanalytiska sällskapet. Bowlbys tankar kring vad förluster och separationer tidigt i livet leder till för olyckliga konsekvenser kom i konflikt med huvudfårans betoning av fantasins inflytande. Men också det att Bowlby ville ställa högre krav på den psykoanalytiska teorins antaganden och göra dem mer förenliga med vetenskapliga landvinningar inom angränsande områden som framför allt evolutionsbiologi och kognitiv psykologi blev skiljelinjer. För sina ställningstaganden kring detta fick han utstå mycket kritik av många av sina dåtida kollegor. 
Bowlbys kollega psykologen Mary Ainsworth bidrog till anknytningsteorin genom att på 1970-talet empiriskt börja studera olika typer av anknytningsstrategier som barnet använder, beroende på relationen till sina anknytningspersoner. Hon beskrev riktlinjer för att identifiera typerna "trygg", "otrygg/undvikande" och "otrygg/ambivalent" anknytning beroende på barnets beteende gentemot sina föräldrar vid ett års ålder i en milt stressande situation, den så kallade strange situation. Detta visade hon också vara relaterat till föräldrarnas sensitivitet och respons på barnets signaler under det första levnadsåret.
Mary Main och hennes kollegor utvecklade på 1980-talet anknytningsforskningen till att behandla föräldrars anknytningsförmåga och relatera den till deras omsorgsförmåga. Hon utvecklade en så kallad semistrukturerad intervju, "Adult Attachment Interview" (AAI), som avsåg att kunna avläsa en förälders förmåga till omhändertagande, grundat på dennes egen anknytningshistoria.  Det har visat sig att det är den anknytningsstil den vuxne bedöms ha i dagsläget som har ett samband med föräldraskapet, oavsett hur anknytningen såg ut i barndomen.
I anknytningsteorin ser man stora följder för människors sätt att relatera till andra människor, inte minst i kamrat- och kärleksrelationer och i omvårdnaden av de egna barnen, efter personens anknytningshistoria. Grundat på anknytningsteori har både förebyggande och behandlade insatser utformats. En systematisk översikt gjordes av Bakermans-Kranenburg med medarbetare år 2003 av studier och undersökningar där man ser en tydlig genomsnittlig effekt på förekomst av trygg anknytning.

## Anknytning

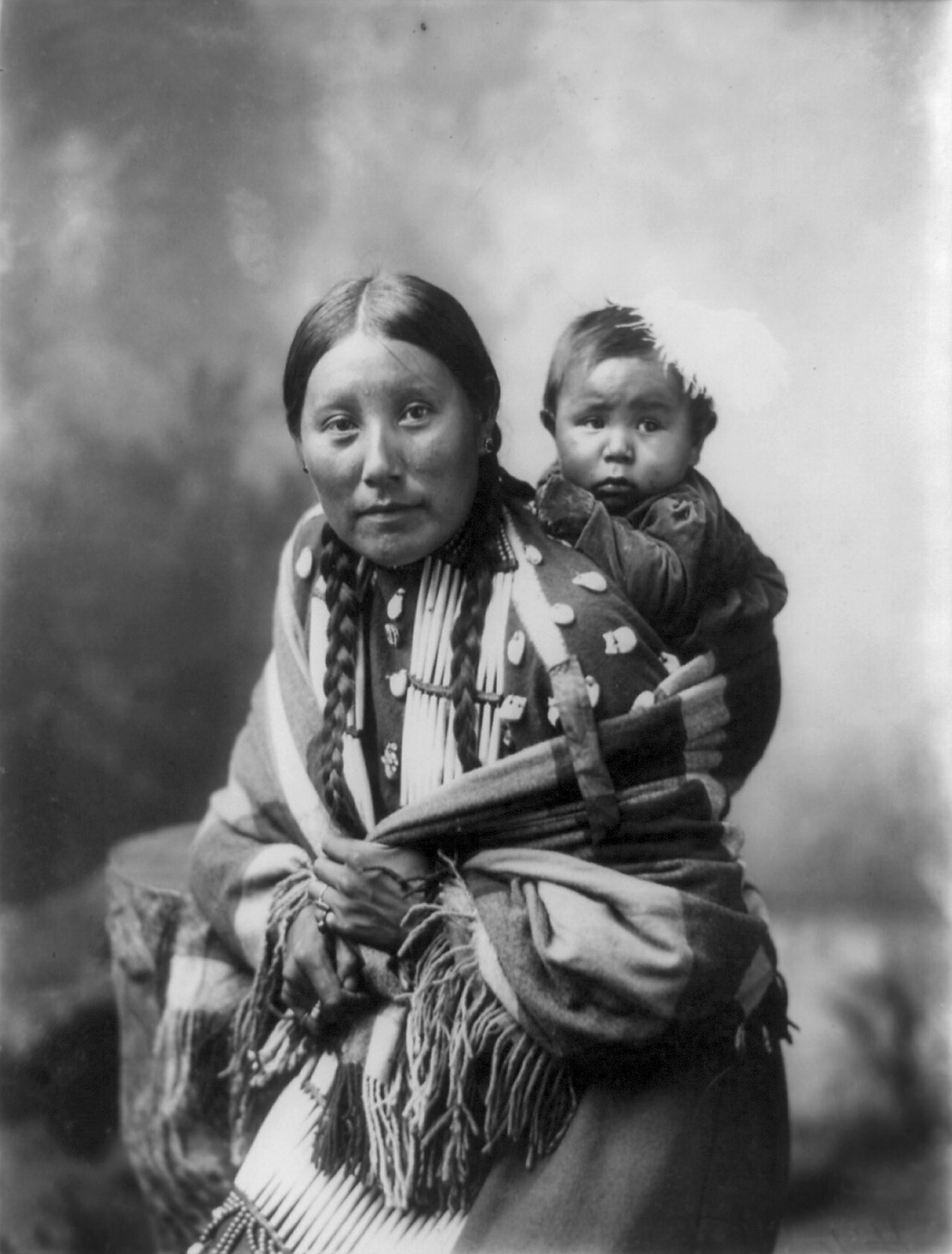

Anknytningsteorin avser primärt det lilla barnets sökande efter, och utvecklande av, en närhets- och skyddsrelation till sina föräldrar/vårdare. Den ursprungliga engelska benämningen är "attachment".
Enligt John Bowlby uppstår tidigt anknytningsmönster som under uppväxten etableras som inre arbetsmodeller och som individen sedan bär med sig genom livet.
Barn knyter an till sina föräldrar, men föräldrar knyter inte an till sina barn. Anknytningens funktion är att skydda barnet mot faror som riskerar att hota dess överlevnad. Det är denna avgörande definition som skiljer ut det från relationsskapande i allmänhet. Snarare avses hur barn och vuxna utvecklar och bevarar sin förmåga att använda utvalda personer för sin trygghet och sitt beskydd. Till vissa delar inverkar detta system på hur relationer skapas och vidmakthålls men bör inte likställas med sällskaplighet. Anknytning tycks dessutom vara mycket föränderligt över tid och bara var en av många delar i den komplexa utvecklingen. 
Enligt teorin är det i människans evolutionära ursprung som förklaringarna till anknytningens uppkomst finns. Anknytningsbeteendet hos det lilla barnet har som ändamål att sätta igång förälderns omvårdande funktioner. Det lilla barnet ger signaler, från början huvudsakligen genom att skrika, senare klänga, komma krypande, titta ängsligt etcetera. Föräldern reagerar och svarar på dessa signaler, i det optimala fallet, och tar hand om barnet på det sätt som barnet behöver.
Det anknytningsmönster som det lilla barnet efterhand utvecklar kom att kategoriseras av John Bowlbys kollega Mary Ainsworth i trygg respektive otrygg anknytning. Den trygga anknytningen kännetecknas av närhetssökande till anknytningspersonen, användandet av anknytningspersonen som "säker hamn" vid stress och som "trygg bas" vid utforskning. Den otrygga uppvisar tre skilda mönster, som benämns otrygg-undvikande, otrygg-ambivalent och otrygg-desorganiserad. Mary Ainsworth skapade också den så kallade främmande-situationen. Det var genom denna som anknytningens kvalitet kunde bedömas.
Det anknytningsmönster som förvärvats i de tidiga åren sätter sin prägel på personligheten under resten av livet, framför allt i de delar som berör nära och intima relationer i vuxenlivet och speciellt i förmågan att kunna ge och ta beskydd, ett utmärkande inslag i en fungerande kärleksrelation.
Begreppet kom att i vissa avseenden innebära avgörande skillnader i förhållande till de mer etablerade utvecklingsteorierna, framför allt psykoanalytisk och kognitiv teori, under sin framväxt från mitten av 1900-talet och framåt. 
Otrygg anknytning kan bearbetas och en förvärvad trygg anknytning kan skapas i vuxen ålder.

### Förälderns omvårdnadssystem
Att föräldern inte knyter an till sitt barn enligt denna teori ska ses som att det för föräldern är en annan viktig funktion som sätter igång, som ett svar på barnets anknytningsbeteendet, nämligen omvårdnadssystemet. John Bowlby var mycket medveten om föräldrarnas stora betydelse för utvecklandet av en för barnet trygg anknytning, men behöll själv sitt fokus på barnets beteendeuttryck. Kanske påverkades de val han gjorde av de förutsättningar som gällde där han då verkade, som barnpsykiater vid Tavistockkliniken på 40-talet.

### Anknytning som inlärning
Anknytning kan ses som en kombination av operant betingning och en medfödd tendens hos det lilla barnet att söka närhet. Barnets närhets- och säkerhetsrelaterade beteenden får föräldrarna att reagera med omvårdnad, och denna omvårdnad förstärker i sin tur dessa beteenden så att de i högre utsträckning kommer att upprepas. Förstärkningen kan vara positiv i form av närhet, mat och beröring eller negativ genom att barnet kommer bort från det skrämmande eller blir av med en våt blöja. Över tid lär sig barnet ett mönster av olika beteenden som fokuserar på föräldern och dennes närhet, detta kan kallas en organiserad anknytning. Till en början är förälderns närhet det som är förstärkande för det lilla barnet, men senare i utvecklingen blir det än mer förstärkande att ha förälderns uppmärksamhet riktad mot sig. Att bli upplyft och tilltalad vid gråt blir således mer förstärkande än att föräldern bara kommer nära. Beteenden som leder till förälderns uppmärksamhet ökar därför.  
En separation från den förstärkande föräldern blir aversiv för barnet och leder därför till beteenden som kan få föräldern att komma tillbaka, detta är den separationsprotest som är en viktig bedömningsgrund i den främmande situationen. Studier har visat att separationsprotesterna ökar när föräldrar reagerar på dem och återvänder, något som kanske lyhörda föräldrar gör i större utsträckning. Det som i främmandesituationen ses som ett tecken på trygg anknytning verkar således vara ett inlärt beteende som indikerar att barnet tidigare fått önskvärda konsekvenser av denna typ av protest. Påverkan i situationen är ömsesidig, förälderns beteende att komma nära ett protesterande barn förstärks negativt genom att gråten upphör, medan barnets protestbeteende förstärks positivt genom förälderns återvändande. 
Inlärning som gjorts i en situation kan generaliseras och påverka även andra situationer, men om personen kan diskriminera mellan inlärningssituationen och den nya situationen behöver så inte vara fallet. Det är också fullt möjligt att gamla beteenden släcks ut och att nya lärs in. 

### Den tidiga anknytningsutvecklingen barnet
John Bowlby beskrev utvecklandet av den tidiga anknytningen i fyra faser. De tre första faserna genomgår barnet under sina första två år, den sista avser utvecklingen under förskoleåldern. De tre första faserna är:
- Fas 1: Orientering och signaler som inte riktar sig till en speciell person (från födseln och upp till mellan åtta och tolv veckor)
- Fas 2: Orientering och signaler som är riktade mot en eller ett par specifika personer (från åtta till tolv veckor och upp till mellan sex och nio månader)
- Fas 3: Upprätthållande av fysisk närhet till en eller ett par specifika personer (från mellan sex och nio månader till cirka tre års ålder)[15]

## Främmandesituationen
Främmandesituationen är ett sätt att bedöma vilket anknytningsmönster ett litet barn har. Den går till så att barnet och föräldern (eller annan primär anknytningsperson) kommer till en främmande miljö. I miljön finns leksaker som är tänkta att väcka ett utforskande beteende hos barnet, och barnet vistas i miljön i ungefär 20 minuter. Under denna tid utsätts barnet för två separationer om cirka tre minuter från sin förälder, dels lämnas barnet med en främmande vuxen och dels helt ensamt. Separationerna antas aktivera barnets anknytningssystem eftersom det signalerar fara att bli lämnad av föräldern i denna obekanta miljö. Utifrån barnets beteende i denna situation bedöms anknytningen. Det finns tre organiserade anknytningsmönster – trygg, otryggt-undvikande och otryggt-ambivalent. Utöver det kan barnen ha en desorganiserad anknytning, en typ av anknytning som inte fanns med i de ursprungliga beskrivningarna av främmandesituationen utan tillkommit senare i teorins utveckling.

### Trygg anknytning[16](Secure Attachment)
Barn som i främmandesituationen använder föräldern som en trygg bas i sitt utforskande, som flexibelt växlar mellan närhetssökande och autonomi, bedöms ha en trygg anknytning. De tryggt anknutna barnen blir ledsna när föräldern går, men låter sig tröstas när den återvänder och fortsätter därefter att utforska miljön. Teorin säger att dessa barn har föräldrar som är lyhörda för barnets signaler och känslomässigt tillgängliga. De tryggt anknutna barnen antas ha en inlärningshistoria av att föräldern tillräckligt ofta svarar på de behov som uttrycks.

### Otrygg-undvikande anknytning[17](Insecure-Avoidant)
De barn som genom främmandesituationen ägnade sig åt att undersöka leksakerna, utan att till synes reagera på att föräldern gick, bedöms ha en otryggt-undvikande anknytning. Om föräldern försökte ta kontakt efter separationen ignorerade dessa barn detta och avvisade kontaktförsöken. Enligt teorin har dessa barn föräldrar som avvisat sina barns anknytningsbeteende, inte gett fysisk kontakt och som dragit sig undan om barnet visar ledsenhet. Barnen antas därför ha lärt sig att uttryck av närhetsbehov bestraffas med att föräldern försvinner.

### Otrygg-ambivalent anknytning[16](Insecure-Ambivalent/Resistant)
De barn som inte alls utforskade utan istället var oroliga, missnöjda och ständigt fokuserade på föräldern bedömdes ha en otrygg-ambivalent anknytning. Dessa barn blev ledsna när föräldern lämnade rummet, men lät sig inte tröstas vid återföreningen. Teorin förklarar detta med att föräldrarna till dessa barn inte är riktigt är närvarande även om de är fysiskt på plats, att de svarar på barnets behov på ett oförutsägbart sätt och bara är tillgängliga ibland. Eftersom samspelet inte utgår från barnets behov anses barnet behöva ha sitt anknytningssystem ständigt påkopplat, även om inga tecken på fara finns.

### Desorganiserad anknytning (Disorganized/Disoriented)
De barn som bedöms ha en desorganiserad anknytning uppvisar i främmandesituationen motstridiga beteenden som följer tätt på varandra, de växlar mellan att närma sig sin förälder och att undvika denne. De kan till exempel närma sig föräldern med utsträcka armar för att sedan tvärt backa undan. De kan backa fram till föräldern, gå i cirklar eller sitta i förälderns famn med huvudet ständigt bortvänt. Andra exempel på beteenden hos dessa barn kan vara att plötsligt frysa alla rörelser och stå blickstilla, eller falla till marken och bli liggande där med ett frånvarande ansiktsuttryck. Utöver dessa desorganiserade beteenden påminner barnens beteenden om dem i någon av de organiserade anknytningsstilarna, därför ges en dubbelbeteckning (D-trygg, D-undvikande eller D-ambivalent).
Omkring 15 procent av alla barn bedöms ha en desorganiserad anknytning; en överrepresentation finns i högriskmiljöer och kliniska urval. Teorin förklarar anknytningsmönstret med att föräldrarna, till exempel på grund av obearbetade trauman, bemöter barnen med antingen skrämmande eller skrämda föräldrabeteenden. Dessa beteenden skrämmer barnet, och när barn blir skrämda antas barnets anknytningssystem aktiveras och få barnet att vilja närma sig sin förälder samtidigt som det vill undvika den förälder som skrämmer. Exempel på föräldrabeteenden som antas ha en koppling till desorganiserad anknytning är oförklarligt hotfulla eller skrämda beteenden, dissociativa beteenden, sexualiserat beteende samt undergivet eller rollomkastande beteende. Utöver dessa beteenden kan föräldern ibland vara mycket lyhörd och inkännande. Till skillnad från övriga anknytningsmönster har desorganiserad anknytning en tydlig koppling till psykisk ohälsa, detta genom att det ökar risken för psykopatologi. 

## Anknytning hos vuxna
Det finns delvis kopplingar mellan anknytning i tidig ålder och vilken anknytning en person kan utveckla i vuxen ålder, men miljö och tid spelar också stor roll som vuxen: många kan skifta anknytning över tid. Begreppen/innebörden är dock inte samma för nyfödda och vuxna.

### Trygg anknytning (Secure)
En flexibel hållning. Kan sömlöst skifta mellan mildare former av de andra anknytningarna, beroende på situation.  

### Otrygg-besatt (Anxious-Preoccupied)
Söker mycket bekräftelse, känslig för att bli bortstött, orolig att partnern ska lämna.
Relaterad till Otrygg-Ambivalent anknytning i tidig ålder.

### Otrygg-undvikande (Dismissive-Avoidant)
Intimitet är ingenting viktigt, värderar självständighet högt, förtränger sorg/smärta, svårigheter att vara beroende av andra. 
Relaterad till Otrygg-Undvikande anknytning i tidig ålder.

### Otrygg-kaotisk(Fearful-Avoidant/Disorganized)
Söker växelvis närhet och distans. Skiftar mellan tidvis klängig, tidvis kylig och avlägsen. Länkat till obearbetade trauman.
Relaterad till Desorganiserad anknytning i tidig ålder.

### Syn på andra och sig själv
Uppfattningen man har om sig själv och andra skiljer mellan anknytningstyper. 

| Anknytning             | Självbild | Bild av andra | Exempel på uttalande                          |
| ---------------------- | --------- | ------------- | --------------------------------------------- |
| Trygg                  | Positiv   | Positiv       | "Det ordnar sig."                             |
| Otrygg-besatt (AP)     | Negativ   | Positiv       | "Jag är ingenting utan min partner."          |
| Otrygg-undvikande (DA) | Positiv   | Negativ       | "Jag klarar mig bra själv." "Andra är svaga." |
| Otrygg-kaotisk (FA)    | Negativ   | Negativ       |                                               |

## Anknytningsmönstrens stabilitet
Det tycks finnas en stor förändringspotential i vuxna människors anknytningsstil. I en studie med 442 vuxna kvinnor som genomgått en abort undersöktes hur anknytningsstilen förändrades på två år. Det visade sig att endast 54 % hade samma anknytningsstil vid det andra mättillfället. Enligt artikelförfattarna är en förändringsnivå på omkring 30 % att vänta utifrån tidigare forskning. Vissa sårbarhetsfaktorer tycktes påverka. De som hade en otrygg anknytningsstil vid antingen båda tillfällena eller som fått en sådan vid andra tillfället hade i högre utsträckning rapporterat en erfarenhet av övergrepp i barndomen eller en historia av depression.
De flesta stora livshändelser som undersöktes, såsom avslutade eller påbörjade romantiska relationer, tycktes inte påverka anknytningen. Däremot tycktes upplevt socialt stöd påverka, de som gick från otrygg till trygg anknytningsstil upplevde den största ökningen i socialt stöd medan gruppen som gick från trygg till otrygg upplevde den minsta ökningen. De som blivit utsatta för övergrepp eller våldtäkt fick i högre utsträckning en otrygg anknytning vid andra tillfället, medan de som upplevt ett missfall av någon anledning oftare genomgick en förändring till trygg anknytning. Det tycks kunna vara så att livserfarenheter kan ge en nyinlärning som påverkar människors anknytningsstil.

### Att påverka anknytningen
De tidiga insatser som tycks ha störst effekt på anknytningen är de som med ett måttligt antal träffar fokuserar på att öka förälderns känslighet. Detta kan göras till exempel genom att använda videofeedback för att lära ut ett mer inkännande beteende eller genom att modellera hur föräldern kan ta i sitt barn.  Beröring tycks vara viktigt för spädbarn, det finns studier som tyder på att mödrar med depression genom massageliknande beröring kan kompensera för de negativa effekter depressionen har på deras spädbarn.
I anknytningsterapi för vuxna är ett mål ofta att hjälpa patienten att integrera de olika delarna i livet till en sammanhängande berättelse. Anknytning för vuxna mäts ofta med Adult Attachment Interview (AAI), där en trygg anknytning representeras av intervjusvar som är koherenta och visar på en förmåga att objektivt utvärdera både positiva och negativa relationer och situationer. De personer som beskriver en otrygg anknytningshistoria men gör det på det sammanhängande vis som kännetecknar trygg anknytning klassas som earned secure, förvärvat trygg. Vuxna med förvärvad trygghet får barn med trygg anknytning i samma utsträckning som de som har en trygg anknytning med positiva anknytningserfarenheter.

## Anknytning i förskolan
John Bowlbys anknytningsteori handlar om att människan redan från födseln, utvecklar behov att knyta an till sina föräldrar, men också till andra personer som är viktiga i deras närhet . En viktig relation för barnen idag är de pedagoger som finns i förskolan, då de flesta barn idag är inskrivna i verksamheten. Vid en inskolning på förskolan är det viktigt att barnet utvecklar en trygg anknytning till de vuxna som finns i verksamheten. Precis som att föräldrarna är en ”trygg bas” och ”säker hamn”, behöver barnet en sådan på förskolan . Barnet behöver någon att få komma tillbaka till när det känner sig otryggt eller stressat i sitt utforskande då föräldrarna inte finns till hands. För att barnet ska få en trygg anknytning i förskolan är det viktigt hur anknytningen går till och vilka förutsättningar det ges till att det blir tryggt .  För att kunna skapa förutsättningar till en bra anknytning i förskolan, krävs en god mentaliseringsförmåga av pedagogerna. De vuxna behöver kunna förstå barnets yttre beteende med hur det tänker och känner . Det som är viktigt som pedagog att förstå, är att barnet kan ha olika pedagoger för olika situationer då det känner sig tryggt. Vid t.ex. tröst kan barnet välja den pedagog som skolat in, men vid utforskande och lek kan en annan förskollärare vara den som betyder mest för att väcka nyfikenhet. Vilken pedagog barnet än väljer beroende på situation, är det viktigt att veta att alla är lika viktiga. Barnet har ett anknytnings- och utforskandesystem d.v.s. är barnet tryggt vågar det utforska, men är det otryggt stannar utforskandet, som bör vara i ”viloläge” .Trygghet och utforskande bör vara i balans för att få en trygg anknytning . En viktig del i barnets anknytning i förskolan, är att relationen med de vuxna påverkar barnets möjligheter till lärande . Enligt forskning, visar att om barnet är tryggt, vågar det utforska och leka, och det skapas då möjligheter till lärande . Detta kan kopplas till förskolans uppdrag, där verksamheten ska "erbjuda barnen en trygg miljö som samtidigt utmanar och lockar till lek och aktivitet" , både utifrån grupp och enskild individ.

### Fotnoter
1. 1 2 3 4 5 6 7  Broberg, 2006.
2. 1 2  Sroufe, L. Alan. ”Attachment and development: A prospective, longitudinal study from birth to adulthood”. Attachment & Human Development 7 (4):  sid. 349–367. doi:10.1080/14616730500365928. http://dx.doi.org.ezp.sub.su.se/10.1080/14616730500365928.
3. 1 2  Ramnerö, Jonas; Törneke, Niklas (2006). Beteendets ABC - En introduktion till behavioristisk psykoterapi
4. ↑  Broberg, 2006. sid. 34-38
5. 1 2 3 4 5 6 7  Wennerberg, Tor (2010). Vi är våra relationer - om anknytning, trauma och dissociation
6. ↑  ”Less is more: meta-analyses of sensitivity and attachment interventions in early childhood.”. Less is more: meta-analyses of sensitivity and attachment interventions in early childhood.. Pub.Med. http://www.ncbi.nlm.nih.gov/entrez/query.fcgi?cmd=Retrieve&db=PubMed&dopt=Citation&list_uids=12696839. Läst 16 september 2012.
7. ↑  Broberg, 2008.
8. ↑  Broberg, 2006, sid. 157-158.
9. 1 2  Cozzarelli, Catherine; Karafa, Joseph A.; Collins, Nancy L.. ”Stability and change in adult attachment styles: associations with personal vulnerabilities, life events. and global construals of self and others”. Journal of Social and Clinical Psychology 22 (3):  sid. 315–346. doi:10.1521/jscp.22.3.315.22888. http://dx.doi.org.ezp.sub.su.se/10.1521/jscp.22.3.315.22888.
10. ↑  Josefsson, 2008, sid. 39-43.
11. ↑  Josefsson, 2008, sid. 37.
12. ↑  Josefsson, 2008.
13. ↑  Broberg, 2006. sid. 198
14. 1 2 3  Novak, Gary; Peláez, Martha (2004). ”Social and emotional development”. Child and Adolescent Development - A Behavioral Systems Approach
15. ↑  Broberg, 2006. sid. 159-163.
16. 1 2  ”Allt du behöver veta om Anknytning”. www.psykologi.se. https://psykologi.se/psykologilexikon/anknytning/. Läst 21 januari 2025.
17. ↑  Li, Author Pamela; MS; MBA (12 juni 2021). ”Attachment Styles - How They Affect Your Parenting (Infographic)” (på amerikansk engelska). Parenting For Brain. https://www.parentingforbrain.com/attachment-styles/. Läst 2 maj 2022.
18. ↑  Fraley, et al (2013). ”Interpersonal and genetic origins of adult attachment styles: a longitudinal study from infancy to early adulthood”. National Library of Medicine. https://pubmed.ncbi.nlm.nih.gov/23397970/.
19. ↑  Opie, et al (2017). ”Early Childhood Attachment Stability: A Meta-Analysis”. ResearchGate. https://www.researchgate.net/publication/350571121_Early_Childhood_Attachment_Stability_A_Meta-Analysis.
20. ↑  Firestone, Lisa (2013). ”How Your Attachment Style Impacts Your Relationship”. PsychAlive. https://www.psychalive.org/how-your-attachment-style-impacts-your-relationship/.
21. ↑  ”What Are the Four Attachment Styles? Discover Yours & Transform Your Relationships!”. Thais Gibson - Personal Development School. 2023. https://www.youtube.com/watch?v=Qa11KTYzDdw.
22. ↑  ”The 4 Attachment Styles and How They Impact You”. Cleveland Clinic. 2022. https://health.clevelandclinic.org/attachment-theory-and-attachment-styles.
23. ↑  Huang, Stephanie (2024). ”Attachment Styles In Adult Relationships”. SimplyPsychology. https://www.simplypsychology.org/attachment-styles.html.
24. ↑  ”The 4 Attachment Styles and How They Impact You”. Cleveland Clinic. 2022. https://health.clevelandclinic.org/attachment-theory-and-attachment-styles.
25. ↑  ”Are they a Narcissist or just Avoidant?? Here's how to tell...”. Jimmy on Relationships. 2024. https://www.youtube.com/watch?v=QPDvki5_FIo.
26. ↑  Robinson, et al. ”Attachment Styles/How They Affect Adult Relationships”. SimplyPsychology. https://www.helpguide.org/relationships/social-connection/attachment-and-adult-relationships.
27. ↑  ”What Are the Four Attachment Styles? Discover Yours & Transform Your Relationships!”. Thais Gibson - Personal Development School. 2023. https://www.youtube.com/watch?v=Qa11KTYzDdw.
28. ↑  Robinson, et al. ”Attachment Styles/How They Affect Adult Relationships”. SimplyPsychology. https://www.helpguide.org/relationships/social-connection/attachment-and-adult-relationships.
29. ↑  ”5 Things Avoidants Do That’ll Never Make Sense To You”. Chris Seiter. 2024. https://www.youtube.com/watch?v=K7xXkJ0A4hg.
30. ↑  ”Children's Attachment: Attachment in Children and Young People Who Are Adopted from Care, in Care or at High Risk of Going into Care.”. National Library of Medicine. 2015. https://www.ncbi.nlm.nih.gov/books/NBK356196/.
31. ↑  ”What Are the Four Attachment Styles? Discover Yours & Transform Your Relationships!”. Thais Gibson - Personal Development School. 2023. https://www.youtube.com/watch?v=Qa11KTYzDdw.
32. ↑  Huang, Stephanie (2024). ”Attachment Styles In Adult Relationships”. SimplyPsychology. https://www.simplypsychology.org/attachment-styles.html.
33. ↑  ”Avoidant Attachment Style: Causes & Symptoms”. The Attachment Project. 2020. https://www.attachmentproject.com/blog/avoidant-attachment-style/.
34. ↑  ”5 Things Avoidants Do That’ll Never Make Sense To You”. Chris Seiter. 2024. https://www.youtube.com/watch?v=K7xXkJ0A4hg.
35. ↑  Bakermans-Kranenburg, Marian J.; IJzendoorn, Marinus H. van; Juffer, Femmie. ”Less is more: Meta-analyses of sensitivity and attachment interventions in early childhood.”. Psychological Bulletin 129 (2):  sid. 195–215. doi:10.1037/0033-2909.129.2.195. http://dx.doi.org.ezp.sub.su.se/10.1037/0033-2909.129.2.195.
36. 1 2 3  Normell, M (2012):"Kunskap,fantasi och föreställning-om mentalisering i lärarprofessionen"
37. ↑  Vi Föräldrar. ”Anknytning i förskolan – så funkar det”. www.viforaldrar.se. https://www.viforaldrar.se/barn/forskola/anknytning-i-forskolan-18-saker-du-vill-veta/. Läst 10 oktober 2019.
38. ↑  Broberg,M, Hagström, B och Hagström, A (2012):"Anknytning i förskolan: vikten av trygghet för lek och lärande"sid.67
39. ↑  Vi Föräldrar. ”Inskolning och svåra lämningar i förskolan”. www.viforaldrar.se. https://www.viforaldrar.se/barn/forskola/inskolning-och-svara-lamningar-11-fragor-om-anknytning-i-forskolan/. Läst 10 oktober 2019.
40. 1 2 3  Broberg,M, Hagström, B och Hagström, A (2012):"Anknytning i förskolan: vikten av trygghet för lek och lärande"
41. ↑  Broberg,M, Hagström, B och Hagström, A (2012):"Anknytning i förskolan: vikten av trygghet för lek och lärande"sid.20
42. ↑  Skolverket (1998). Lpfö 98/16, sid.6